# لوئیس البرتو اسکوبدو
لوئیس البرتو اسکوبدو (اسپانیایی: Luis Alberto Escobedo‎؛ زادهٔ ۳ سپتامبر ۱۹۶۲) بازیکن فوتبال اهل آرژانتین است.

## باشگاهی
از باشگاه‌هایی که در آن بازی کرده‌است می‌توان به باشگاه فوتبال ولز سارسفیلد اشاره کرد.